# Cheating Cheaters (film, 1919)
Pour les articles homonymes, voir Cheating Cheaters.
Pour plus de détails, voir Fiche technique et Distribution.
Cheating Cheaters est un film muet américain réalisé par Allan Dwan et sorti en 1919.

## Fiche technique
- Réalisation : Allan Dwan
- Scénario : Kathryn Stuart, d'après la pièce de Max Marcin
- Chef-opérateur : Arthur Edeson
- Costumes : Lady Duff Gordon
- Production : Lewis J. Selznick
- Durée : 50 minutes
- Date de sortie :
  - États-Unis : 26 janvier 1919

## Distribution
- Jack Holt : Tom Palmer
- Clara Kimball Young : Ruth Brockton
- Tully Marshall : Ira Lazarre
- Frank Campeau : Steven Wilson
- Edwin Stevens : M. Palmer
- Anna Q. Nilsson : Grace Palmer
- Frederick Burton : George Brockston
- Nicholas Dunaew : Antonio Verdi
- Mayme Kelso : Mme Brockton
- Jess Singleton : Phil
- Elinor Hancock : Mme Palmer
- William A. Carroll : le chauffeur de Ruth